# NGC 6790
NGC 6790 es una nebulosa planetaria en la constelación de Aquila, el águila, de magnitud aparente +10. Se está expandiendo a una velocidad de unos 40 km/s y su estrella central brilla  con magnitud +11.
Visualmente, la apariencia de NGC 6790 es bastante uniforme, e igualmente en radiofrecuencias aparece como un objeto simétrico. Se piensa que es una nebulosa relativamente joven, con una edad estimada de 6000 años. La temperatura efectiva de la estrella central puede estar en torno a los 85.000 K. Se considera que esta nebulosa es un buen prototipo de nebulosas planetarias jóvenes, densas y de alto brillo superficial.